# Fitri
Fitri é um dos três departamentos que compõem a região de Batha, no Chade. A capital é Yao. 
Fitri é dividido em duas subprefeituras:
- Yao
- Am Djamena